# Kian Hansen
Kian Hansen, né le 3 mars 1989 à Grindsted au Danemark, est un footballeur international danois évoluant au poste de défenseur central ou de milieu central au FC Nordsjælland.

## Biographie

### Esbjerg
À Esbjerg depuis 2002, il dispute son premier match professionnel en Superligaen en décembre 2008 face à Velje BK. 
La relégation de Esbjerg en 2011 lui permet de s'installer durablement comme titulaire à son poste, assurant ainsi à son club de remporter facilement la 1.Division.
L'année suivante, il remporte avec son club la Coupe du Danemark face à Randers (1-0) et termine à la quatrième place du championnat.
Il crée la surprise avec son club d'Esbjerg en éliminant l'AS Saint-Étienne en barrage de la Ligue Europa (5-3) puis en se hissant jusqu'en seizièmes de finale, chutant face à la Fiorentina.

### FC Nantes
Le 31 janvier 2014, il signe un contrat de quatre ans et demi avec le FC Nantes. Le montant du transfert est de 1 million d'euros. Il terminera cependant la saison au Esbjerg fB, sous la forme d'un prêt jusqu'en juin 2014.
Le 9 août 2014, il dispute son premier match avec le FC Nantes face à Lens (1-0) au terme duquel il est nommé dans l'équipe type de la première journée par le journal L'Équipe. Malgré une saison convaincante conclue par 29 apparitions en Ligue 1, en proie à des soucis personnels et des problèmes d'adaptation, il quitte le club dès la fin du mois de mai 2015 à trois ans de la fin de son contrat.

### FC Midtjylland
Le 25 mai 2015, le FC Nantes et le FC Midtjylland trouvent un accord à hauteur de 1,5 million d'euros pour le transfert de Hansen. Le défenseur danois y signe pour quatre ans.
Hansen marque son premier but pour Midtjylland le 16 avril 2017, à l'occasion d'une rencontre de championnat face au Lyngby BK. Il est titularisé et les deux équipes se neutralisent ce jour-là (2-2 score final).

### FC Nordsjælland
Le 19 juillet 2019, Kian Hansen rejoint le FC Nordsjælland. 
Il fait sa première apparition pour le club le 28 juillet 2019, lors d'une rencontre de championnat face à son club formateur, l'Esbjerg fB. Il est titularisé et son équipe l'emporte par deux buts à zéro. Hansen inscrit son premier but pour le club le 29 septembre 2019, lors d'une rencontre de championnat face à l'AGF Aarhus. Il est titularisé mais son équipe s'incline par trois buts à un.
Le 30 août 2023, Hansen prolonge son contrat avec le FC Nordsjælland, étant désormais lié au club jusqu'en juin 2025.

### En sélection
Il est appelé pour la première fois en sélection par Morten Olsen le 21 mai 2013 en vue d'un match amical face à la Géorgie, il reste toutefois sur le banc pendant l'ensemble de la rencontre. Il est appelé de nouveau en juin 2013 dans le cadre d'un match de qualification pour la Coupe du monde 2014 face à l'Arménie.
En mai 2014, Kian est rappelé en sélection pour un match amical face à la Hongrie et la Suède mais il ne disputera pas la moindre minute. Le 18 novembre 2014, il connait sa première sélection face à la Roumanie en amical en rentrant en cours de jeu (2-0).

## Statistiques
| Saison                | Club                  | Championnat           | Championnat | Championnat | Coupe(s) nationale(s) | Coupe(s) nationale(s) | Compétition(s) continentale(s) | Compétition(s) continentale(s) | Compétition(s) continentale(s) | Total | Total |
| Saison                | Club                  | Division              | M.          | B.          | M.                    | B.                    | Comp.                          | M.                             | B.                             | M.    | B.    |
| 2008-2009             | Esbjerg fB            | Superligaen           | 4           | 0           | -                     | -                     | -                              | -                              | -                              | 4     | 0     |
| 2009-2010             | Esbjerg fB            | Superligaen           | 13          | 0           | 2                     | 0                     | -                              | -                              | -                              | 15    | 0     |
| 2010-2011             | Esbjerg fB            | Superligaen           | 19          | 0           | 4                     | 0                     | -                              | -                              | -                              | 23    | 0     |
| 2011-2012             | Esbjerg fB            | 1.Division            | 22          | 0           | 3                     | 1                     | -                              | -                              | -                              | 25    | 1     |
| 2012-2013             | Esbjerg fB            | Superligaen           | 29          | 0           | 6                     | 0                     | -                              | -                              | -                              | 35    | 0     |
| 2013-2014             | Esbjerg fB            | Superligaen           | 27          | 0           | -                     | -                     | C3                             | 8                              | 0                              | 35    | 0     |
| Sous-total            | Sous-total            | Sous-total            | 114         | 0           | 15                    | 1                     | -                              | 8                              | 0                              | 137   | 1     |
| 2014-2015             | FC Nantes             | Ligue 1               | 29          | 0           | -                     | -                     | -                              | -                              | -                              | 29    | 0     |
| 2015-2016             | FC Midtjylland        | Superligaen           | 28          | 0           | 1                     | 0                     | C1+C3                          | 4+10                           | 0                              | 43    | 0     |
| 2016-2017             | FC Midtjylland        | Superligaen           | 30          | 2           | 2                     | 0                     | C3                             | 8                              | 0                              | 40    | 2     |
| 2017-2018             | FC Midtjylland        | Superligaen           | 31          | 1           | 3                     | 0                     | C3                             | 7                              | 0                              | 41    | 1     |
| 2018-2019             | FC Midtjylland        | Superligaen           | 27          | 1           | 3                     | 1                     | C1+C3                          | 2+4                            | 0                              | 36    | 2     |
| 2019-2020             | FC Midtjylland        | Superligaen           | 1           | 0           | -                     | -                     | -                              | -                              | -                              | 1     | 0     |
| Sous-total            | Sous-total            | Sous-total            | 117         | 4           | 9                     | 1                     | -                              | 35                             | 0                              | 161   | 5     |
| 2019-2020             | FC Nordsjælland       | Superligaen           | 30          | 2           | 2                     | 0                     | -                              | -                              | -                              | 32    | 2     |
| 2020-2021             | FC Nordsjælland       | Superligaen           | 15          | 0           | 1                     | 0                     | -                              | -                              | -                              | 16    | 0     |
| 2021-2022             | FC Nordsjælland       | Superligaen           | 26          | 2           | -                     | -                     | -                              | -                              | -                              | 26    | 2     |
| 2022-2023             | FC Nordsjælland       | Superligaen           | 31          | 0           | 4                     | 0                     | -                              | -                              | -                              | 35    | 0     |
| 2023-2024             | FC Nordsjælland       | Superligaen           | 29          | 1           | 4                     | 0                     | C4                             | 8                              | 0                              | 41    | 1     |
| 2024-2025             | FC Nordsjælland       | Superligaen           | 16          | 0           | 1                     | 0                     | -                              | -                              | -                              | 17    | 0     |
| 2025-2026             | FC Nordsjælland       | Superligaen           | 3           | 0           | -                     | -                     | -                              | -                              | -                              | 3     | 0     |
| Sous-total            | Sous-total            | Sous-total            | 150         | 5           | 12                    | 0                     | -                              | 8                              | 0                              | 170   | 5     |
| Total sur la carrière | Total sur la carrière | Total sur la carrière | 410         | 9           | 36                    | 2                     | -                              | 51                             | 0                              | 497   | 11    |

## Palmarès
| Esbjerg fB (2)                                                                            | FC Midtjylland (3) | FC Nordsjælland                                    |
| ----------------------------------------------------------------------------------------- | --- | -------------------------------------------------- |
| - Championnat du Danemark D2 : - Champion : 2012 - Coupe du Danemark : - Vainqueur : 2013 | - Championnat du Danemark : - Champion : 2018 et 2020. - Vice-champion : 2019. - Coupe du Danemark : - Vainqueur : 2019 | - Championnat du Danemark : - Vice-champion : 2023 |